# روكو وإخوانه (فلم)
روكو وإخوانه (بالإيطالية: Rocco e i suoi fratelli) فيلم إيطالي لعام 1960 من إخراج المخرج الإيطالي لوتشينو فيسكونتي، مستوحى من حلقة من رواية  «جسر جيسولفا Il ponte della Ghisolfa» للكاتب جيوفاني تستوري. تدور أحداث الفيلم في ميلانو، ويحكي قصة عائلة مهاجرة من الجنوب وتفككها في مجتمع الشمال الصناعي.

## طاقم التمثيل
آلان ديلون: في دور روكو باروندي
ريناتو سالفاتوري: في دور سيمون باروندي
آني جيراردوت: في دور نادية
كاتينا باكسينو: في دور روزاريا باروندي
ماكس كارتييه: في دور سيرو باروندي
أليساندرا بانارو: في دور فرانكا (خطيبة سيرو)
سبيروس فوكا: في دور فينسينزو باروندي
روكو فيدولازي: في دور لوكا باروندي
كلوديا كاردينالي: في دور جينيتا (خطيبة فينتشنزو)
كلوديا موري: في دور عاملة غسيل
أدريانا أستي: في دور عاملة الغسيل
إنزو فيرمونتي: في دور بوكسر
نينو كاستلنوفو: في دور نينو روسي
روزاريو بوريلي: في دور مقامر
ريناتو تيرا: في دور ألفريدو (شقيق جينيتا)
روجر حنين: في دور دويليو موريني
باولو ستوبا: في دور سيري
سوزي ديلار: في دور لويزا

## أحداث الفيلم
يسافر روكو باروندي بعد وفاة والده، وهو أحد الأبناء الخمسة لعائلة إيطالية ريفية فقيرة، شمالًا من لوكانيا للإنضمام إلى عصابة شقيقه الأكبر فينتشنزو في ميلانو، بقيادة الأم روزاريا.  يقدم الفيلم في خمسة أقسام، قصص الإخوة الخمسة فينتشنزو وسيمون وروكو وسيرو ولوكا باروندي حيث يتكيف كل منهم مع حياته الجديدة في المدينة. يعيش الأخ الأكبر فينتشنزو، في ميلانو، ومن ثم تأتي والدته وإخوانه للانضمام إليه متوقعين الانتقال للعيش معه.
يكافح للتكيف الأخ الثاني سيمون مع الحياة الحضرية، وينجذب إلى فتاة ليل تدعى ناديا، التي تحثه على ممارسة مهنة الملاكمة، وتشجعه والدته أيضًا، كوسيلة سريعة للوصول إلى الشهرة والثروة. يقع سيمون في حب ناديا ويطالبها بأكثر من علاقة عارضة لكنها ترفضه.
يغادر الأخ الثالث روكو، لأداء الخدمة العسكرية في تورين ويلتقي بناديا، التي أطلق سراحها لتوها من السجن بتهمة الدعارة. إن براءته وطهارة قلبه تدفعها للتخلي عن أسلوب حياتها والدخول في علاقة معه، وعندما يعلم سيمون بهذا، يهاجم ناديا وروكو مع مجموعة من الأصدقاء ويغتصب ناديا، لتلقين روكو درسًا. يضحى روكو بعلاقته مع ناديا، قائلاً لها إنه لم يدرك مدى الضرر الذي أصاب أخيه بعلاقتهما، ويصر على عودة ناديا إلى سيمون، وهي تمتثل على مضض.
يقرر الأخ الرابع سيرو التعلم من أخطاء سيمون وروكو وتقليد شقيقه فينتشنزو، وينخرط سيرو في علاقة مع امرأة محلية من عائلة جيدة ويجد عملا ثابتا في ميلانو في مصنع سيارات، ويستمر في العيش مع والدته ويشارك في شؤون الأسرة.
يعمل روكو للحفاظ على رفاهية أفراد الأسرة على حساب سعادته الخاصة، ويواصل مسيرته في الملاكمة، ويستمر في تغطيته لسيمون بطرق كثيرة، فيقوم بإعادة بروش باهظ الثمن سرقه سيمون من رئيس روكو. يوافق روكو على توقيع عقد ملاكمة طويل الأمد من أجل سداد الأموال التي سرقها سيمون، الذي يستمر في إدمانه على الكحول والحياة الفاسدة. يقاتل روكو ويفوز ببطولة في الملاكمة. يقتل سيمون ناديا في ثورة غضب وغيرة، عندما تعود إلى الدعارة وترفض العودة إليه.
تحتفل العائلة بإنتصار روكو، الذي يروي حكاية عن البنائين الذين، في بداية أي مشروع بناء، يرمون حجرًا في ظل أحد المارة ليرمز إلى التضحية اللازمة لبناء المبنى. يضحي روكو بأمواله وراحته للحفاظ على عائلته بعد خروجهم من الحياة الريفية. يصل سيمون إلى بيت الأسرة ويعترف بقتل ناديا، ويحاول روكو حماية سيمون، لكن سيرو يرفض ويسلم سيمون إلى الشرطة، بينما لا يفعل الأخ الأصغر لوكا سوى القليل ولكنه يقف في الخلفية معظم الوقت ليشاهد. كان لوكا قد أمضى أقل وقت في جنوب إيطاليا عندما إنتقلت العائلة إلى ميلانو، إلا أنه بحلول نهاية الفيلم يريد العودة مع روكو إلى الجنوب، وفي أحد المشاهد الأخيرة، يتحدث سيرو إلى لوكا خارج مصنعه ويخبره أنه لن يجد الجنوب كما هو إذا عاد، وأنه يخشى من الناس في هذا العالم المتقلب.

## الرقابة ودورها في الفيلم
رفض موظفي الخدمة المدنية في إدارة مقاطعة إيدروسكالو، الخطة الأصلية لتصوير مشهد القتل في نهاية الفيلم في منطقة ترفيهية كبيرة، وكان هذا الرفض بسبب «التشابه غير المناسب مع الواقع»، حيث إنه تم إطلاق النار لقتل فتاة ليل شابة في المنطقة مؤخرًا، وصادر ضباط الشرطة والمحامون الفيلم في وقت لاحق بعد أن طلب الكاردينال تارديني من المسؤولين إتخاذ إجراءات ضد «بعض الأفلام المدمرة»، وطالبوا بقطع أربعة مشاهد أو مصادرة الفيلم ومقاضاة المنتج، ومع ذلك وبعد مفاوضات، وافق المنتج لومباردو على تعتيم المشاهد المثيرة للجدل في الفيلم بالفلاتر؛ وتم حذف إثنين من هذه المشاهد المظلمة تمامًا.

## استقبال الفيلم
باع الفيلم 10220365 تذكرة في إيطاليا،  كما إستقبله النقاد بطريقة إيجابية. الناقد السينمائي لصحيفة نيويورك تايمز، بوسلي كروثر، كتب: "فيلم إيطالي رائع يقف إلى جانب الفيلم الأمريكي الكلاسيكي "عناقيد الغضب"، إن فيسكونتي يأتي هنا مزينًا بأكليل الغار، هناك مزيج من الإنفعالية القوية والواقعية. آلان ديلون في دور روكو الحلو والمخلص، نجده مرن ومعبّر بشكل مؤثر، لكن ريناتو سالفاتوري يملأ الشاشة بآلام شخصية معذبة ومنكوبة والأداء المضطرب طاغٍ ولا يُنسى. والممثلة الفرنسية آني جيراردوت هي أيضًا مدهشة بصفتها فتاة ليل شريرة. كتبت مجلة فارايتي: "مع كل عيوب الفيلم، ولكنه يعد أحد أهم إنجازات العام في إيطاليا". أضاف روجر إيبرت في عام 2008، فيلم "روكو وإخوانه" إلى قائمة أفلامه العظيمة. منح موقع الطماطم الفاسدة فيلم "روكو وإخوانه" تقدير 89%.

## الجوائز
مهرجان البندقية السينمائي: جائزة الإتحاد الدولي للنقاد السينمائيين عام 1960 للمخرج فيسكونتي (جائزة الأسد الفضي).
جوائز ديفيد دي دوناتيلو (إيطاليا) 1960: أفضل إنتاج، للمنتج الفيلم جوفريدو لومباردو.
النقابة الوطنية الإيطالية للصحفيين السينمائيين: الشريط الفضي، أفضل تصوير سينمائي بالأبيض والأسود، لجوزيبي روتونو وأفضل مخرج لوتشينو فيسكونتي، وأفضل سيناريو.
جوائز بوديل (كوبنهاجن – الدنمارك) 1962: أفضل فيلم أوروبي وأفضل مخرج.
جوائز سان جوردي: أفضل ممثلة أجنبية للممثلة آني جيراردوت.
جولدن جلوب، إيطاليا 1961: أفضل فيلم وأفضل مخرج.

## روابط خارجية
- مقالات تستعمل روابط فنية بلا صلة مع ويكي بيانات